# Timothy Radcliffe
Timothy Radcliffe (Londen, 22 augustus 1945) is een Brits dominicaan en priester van de Rooms-Katholieke Kerk. Van 1992 tot 2001 was hij magister-generaal van de dominicanen. Sinds 7 december 2024 is hij kardinaal. 
Hij werd eerst gekozen tot provinciaal van de Britse orde en  
Radcliffe volgde zijn middelbare opleiding bij de benedictijnen maar trad in bij de dominicanen waar hij zijn priesteropleiding volgde. Hij studeerde theologie in Engeland en Frankrijk. Hij doceerde theologie aan de Universiteit van Oxford en woonde lange tijd in het dominicaanse klooster van Blackfriars aldaar. Radcliffe werd in 1988 de provinciaal van de Engelse provincie van zijn orde. Op het generale kapittel in Rome in 1992 werd hij verkozen tot magister-generaal van deze bedelorde.
Tijdens zijn periode als magister-generaal bezocht hij vele landen. Zijn reiservaringen en ontmoetingen klinken door in zijn boeken en artikelen. Volgens gebruik bleef hij de orde leiden tot 2001. Toen werd hij opgevolgd door de Argentijn Carlos Azpiroz Costa.
In 2007 won hij de Michael Ramsey-prijs (genoemd naar de voormalige aartsbisschop van Canterbury) voor zijn boek What is the Point of Being a Christian?
In 2023 en 2024  leidde hij retraites voorafgaand aan aan de synode XVI Gewone Algemene Vergadering van de Bisschoppensynode in oktober 2023 en oktober 2024 in Vaticaanstad.
Paus Franciscus heeft Radcliffe tijdens het consistorie op 7 december 2024 kardinaal gecreëerd. Hij kreeg op eigen verzoek dispensatie van de bisschopswijding en bleef een priester.

## Enkele publicaties
- Sing a new song. The Christian vocation (Dublin 1999)
- Je vous appelle amis (Parijs 2000) - het interview hierin met Radcliffe is vertaald als Vrienden van God. Een ontmoeting (Tielt 2002) en enkele artikelen als Zusters en broeders. Woorden van een prediker (Tielt 2003)
- Que votre joie soit parfaite (Parijs 2002) - gebundelde artikelen
- What is the point of being a Christian? (Londen-New York 2005) - vertaald als 'Waarom ik christen ben' (Kampen 2007, 2016)
- The seven last words (Londen 2004) - meditaties over de kruiswoorden, vertaald als De zeven laatste woorden (Kampen-Averbode 2009)
- Christians and sexuality in the time of AIDS (Londen-New York 2008) - met Lytta Basset en Eric Fassin
- Why go to Church? The drama of the Eucharist (Londen-New York 2008) - geschreven op uitnodiging van Rowan Williams, aartsbisschop van Canterbury